# Hans-Jürgen Kuhl
Pour les articles homonymes, voir Kuhl.
Hans-Jürgen Kuhl (1941 dans l'arrondissement de Rhin-Sieg, Allemagne) est un graphiste et un faux-monnayeur allemand surtout connu pour avoir forgé des billets de 100 $US dans les années 2000.

## Biographie
Hans-Jürgen Kuhl a commencé à peindre à l'âge de 10 ans, s'inspirant d'œuvres exposées au Ludwig Museum de Cologne en Allemagne. Dans les années 1960 et 1970, il connait le succès en concevant des pantalons en cuir. À la fin des années 1970 et au début des années 1980, admirant le succès d'Andy Warhol, il peint des imitations de ses tableaux, mais en signant son nom. Il réussit si bien qu'il est surnommé le « Andy Warhol de Cologne ». Par la suite, il s'intéresse à la contrefaçon de billets de banque.
À la fin des années 1990, incapable d'honorer ses dettes, Hans-Jürgen Kuhl décide de contrefaire des billets de banque. Il acquiert une imprimante, du papier de luxe et des encres. Après avoir imprimé pour 5 millions $US de billets, il est arrêté par des policiers allemands. Quelque temps plus tard, il est relâché car le juge estime que les policiers ont dépassé les limites autorisées par la loi. Pendant les procédures judiciaires, l'un des experts mandatés par la cour, un employé de la banque centrale d'Allemagne, affirme que la qualité du travail de Kuhl est exceptionnelle.
En 2002, toujours endetté, il est approché par un agent de la mafia albanaise pour contrefaire des timbres poste. Après un certain temps, Kuhl en arrive à la conclusion qu'il ne peut acquérir les encres et décide de se retirer, mais reçoit des menaces s'il ne respecte pas un engagement financier. Il décide alors de contrefaire des billets de banque américains. Il tente d'acquérir du papier produit par Crane & Co. (en), une société américaine qui fournit le gouvernement fédéral des États-Unis, en vain. C'est à Prague qu'il obtient le papier d'une qualité semblable au papier de Crane & Co. En cherchant la meilleure façon de fabriquer de faux billets de 100 $US, il met au point une technique qui imite l'estampe d'une imprimante intaglio qui applique une forte pression sur le papier, le marquant en profondeur et donnant ainsi à certains motifs une perspective 3D. Kuhl fabrique plusieurs millions de dollars en faux billets, mais dans le même temps, il doit se défaire de résidus de papier. Ne voulant pas les brûler pour ne pas attirer l'attention, il s'en départit comme papier à recycler. 
En septembre 2006, dans l'un des centres de traitement, un employé remarque un sac contenant du papier aux couleurs des billets de banque américains, ce qui l'intrigue. Il découvre qu'il y a cinq autres sacs qui contiennent du papier ainsi coloré. La Bundeskriminalamt est avertie et commence une enquête. L'agent chargé du dossier calcule rapidement que le faussaire a produit entre 30 et 40 millions de faux dollars. En fouillant avec attention les sacs, les agents du Bundeskriminalamt trouvent le nom de Kuhl et le mettent sur écoute car il a déjà un passé criminel. Ils sont cependant incapables d'accumuler suffisamment de preuves, car Kuhl et l'agent de la mafia albanaise ne peuvent trouver preneurs pour les faux billets. Les agents du Bundeskriminalamt montent alors un piège. 
À la fin de 2006, une femme lui demande de créer des peintures à partir de billets de banque indiens, ce qui n'est pas inhabituel pour Kuhl. Lorsqu'il veut remettre le fruit de son travail et être payé, une autre femme prend contact avec lui. Cette femme lui explique qu'elle cherche à obtenir des tickets difficiles à forger pour une soirée dont la clientèle est très riche. Elle explique que sa firme cherche à se prémunir contre des gens peu scrupuleux qui achètent les tickets avec de faux billets de banque. Hans-Jürgen Kuhl lui donne quelques conseils pour les détecter. La femme lui passe commande pour des tickets. Il exécute la commande. En 2007, la confiance s'étant installée entre les deux, Kuhl lui confie qu'il est capable de contrefaire des billets de 100 $US. Elle lui demande alors de forger ces billets de banque pour le compte d'un prétendu client russe. Il en fabrique pour 250 000 $US, qu'il revend 21 600 euros.
Mentionnant que son client russe est satisfait des billets forgés, elle lui passe une commande de 6,5 millions. Sachant qu'il peut s'agir d'un piège, il a recours à un acolyte pour vérifier que la femme occupe un appartement, ce qui est le cas. Avec son acolyte, il récupère des millions de dollars en faux billets d'un entrepôt. Au moment d'échanger 533 000 euros en monnaie légale contre les 6,5 millions de faux billets de 100 $US, des agents du Bundeskriminalamt l'arrêtent. La femme travaille en effet pour cette agence.
À son procès, le procureur mentionne qu'« aucun autre imprimeur au monde n'aurait été capable de réaliser ce qu'a fait Kuhl ». Il serait un artiste qui a pris une mauvaise voie. À cause de son âge au moment du procès, 65 ans, il est condamné à six ans de prison. Sous liberté conditionnelle, il doit se présenter une fois par jour à un contrôle et recevoir les visites impromptues d'un agent à son atelier. Il sera libéré quatre ans plus tard.

### Citations originales
1. ↑  (en) « no other printer in the world could do what Kuhl had done »